# Pierwsza Świątynia
Pierwsza Świątynia (hebr. בֵּית הַמִּקְדָּשׁ, Bet ha-Mikdasz), także: Świątynia Salomona – pierwotna, opisana w Biblii i Tanachu główna świątynia Izraelitów w Jerozolimie, zbudowana przez króla Salomona na potrzeby przechowywania Arki Przymierza. Została zniszczona podczas oblężenia Jerozolimy przez babilońskie wojska króla Nabuchodonozora II, a następnie na jej miejscu wybudowano Drugą Świątynię.

## Geneza
Po zdobyciu Jerozolimy król Dawid sprowadził do miasta Arkę Przymierza, która przez około 300 lat była przechowywana w znajdującej się w mieście Szilo pierwotnej świątyni Izraelitów, zwanej Namiot Spotkania i będącej w istocie konstrukcją drewniano-namiotową wykonaną z pali oraz sukna tkanego z wełny wielbłądziej. Władca postanowił zbudować w Jerozolimie wielką świątynię, w której mogłaby zostać złożona Arka Przymierza, lecz jego planom sprzeciwił się Bóg: „Nie zbudujesz domu dla imienia mego, bo jesteś mężem wojny i rozlewałeś krew” – rzekł Bóg do Dawida, po czym dodał: „Salomon, syn twój, on to zbuduje mój dom i moje dziedzińce...” (1 Księga Kronik, 28,6). Król Salomon wybudował rzeczoną świątynię w latach 966–959 p.n.e. na Górze Moria, na której Abraham poświęcił Izaaka. Wzniesienie świątyni w stolicy Zjednoczonego królestwa Izraela stało się koronnym osiągnięciem władcy. Sama świątynia stała się przy tym domem kultu i pomnikiem wielkości Boga. Była również jedynym miejscem, gdzie Żydzi mogli składać Bogu ofiary ze zwierząt.

## Budowa i architektura

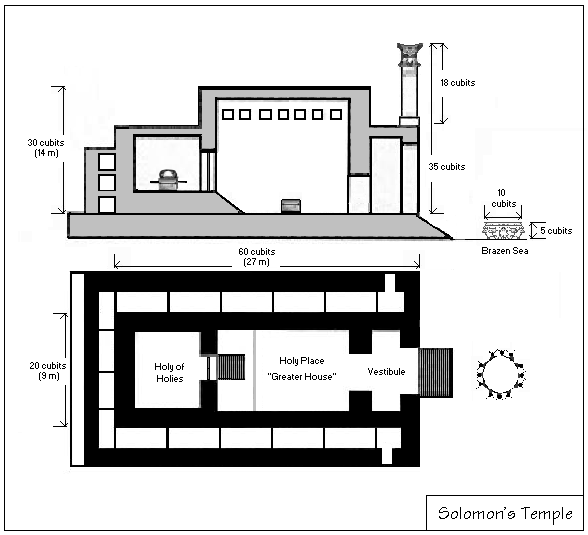
Poglądowe plany Pierwszej Świątyni

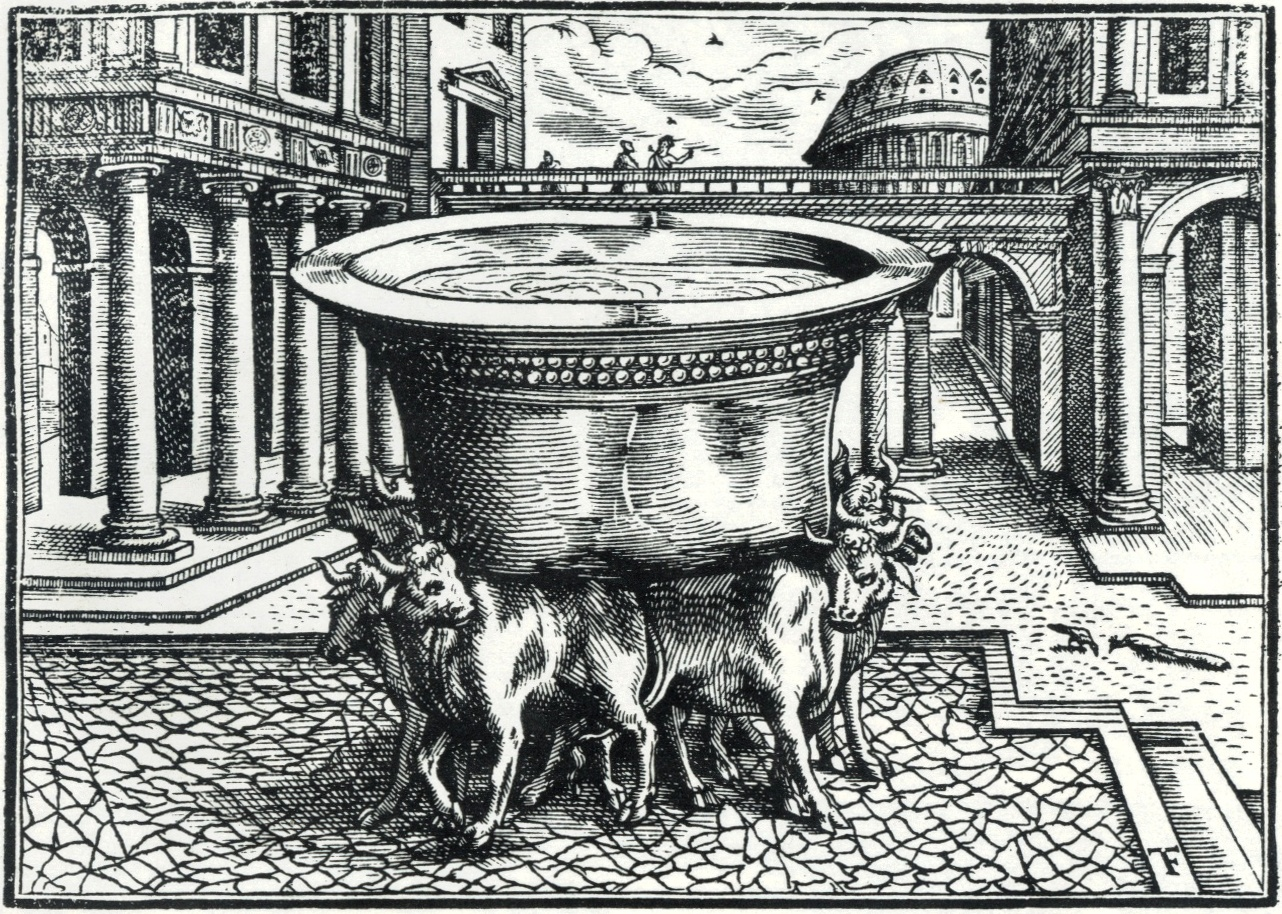
Rycina przedstawiająca mosiężny zbiornik na obszarze świątyni, służący do rytuału oczyszczenia

Zgodnie z opisem zawartym w Biblii wewnętrzny sufit w Pierwszej Świątyni, zwanej również Świątynią Salomona, miał około 55 m długości, 28 m szerokości i 16 m wysokości. Najwyższy punkt na budowli mieścił się na wysokości wynoszącej w przybliżeniu 120 amm (około 67 m). Z kolei Tanach parametry obiektu opisuje następująco: „długość w mierze starożytnej sześćdziesiąt łokci, szerokość – dwadzieścia łokci” (2 Księga Kronik, 3,3); „Sień, która była przed główną budowlą świątyni, miała na szerokość dziesięć, a na długość – stosownie do szerokości świątyni – dwadzieścia łokci, wysokość zaś jej – sto dwadzieścia łokci” (2 Księga Kronik, 3,4).
Salomon na budowę świątyni nie szczędził funduszy, na które składały się zarówno bogactwa zdobyte przez jego ojca podczas licznych, zwycięskich wojen, jak i ofiary, które na realizację projektu musiał złożyć każdy Żyd. Głównym materiałem, który posłużył do wzniesienia obiektu, było drewno cedrowe, zamówione przez władcę w ogromnych ilościach u króla Hirama I z Tyru (1 Księga Królewska, 5,20-25). Król Salomon wszedł również w posiadanie wielkich, kamiennych bloków, pochodzących z najdroższych kamieniołomów, z których kazał zbudować fundamenty świątyni.
Do prac przy wznoszeniu obiektu władca zaangażował pod przymusem wszystkich swoich poddanych, którzy musieli pracować w zmianach trwających czasem wiele miesięcy, zaś samą budowę nadzorowało 3300 królewskich urzędników (1 Księga Królewska, 5,27-30). Opłacanie ich doprowadziło Salomona do tak wielkiego zadłużenia, że koszty drewna cedrowego musiał uregulować, oddając królowi Hiramowi I dwadzieścia miast w Galilei (1 Księga Królewska, 9,11).
Gdy świątynia została ukończona, król Salomon zainaugurował ją modlitwą i uroczystym poświęceniem, a do uczestnictwa w tym wydarzeniu zaprosił nawet ludzi spoza społeczności żydowskiej. Apelował wtedy do Boga, aby zwrócił szczególną uwagę na ich modlitwy: „Niech wszystkie narody ziemi poznają Twe Imię dla nabrania bojaźni przed Tobą za przykładem Twego ludu, Izraela. Niech też wiedzą, że Twoje Imię zostało wezwane nad tą świątynią, którą zbudowałem” (1 Księga Królewska, 8,43).
Najważniejszą częścią Pierwszej Świątyni było pomieszczenie zwane Święte Świętych. Przechowywane w nim były dwie tablice z dziesięcioma przykazaniami, które Bóg przekazał Mojżeszowi na Górze Synaj. Zgodnie z opisem z 1 Księgi Królewskiej: „Sanktuarium urządził wewnątrz, w środku budowli, by tam umieścić Arkę Przymierza Pańskiego. Sanktuarium było dwadzieścia łokci długie, dwadzieścia łokci szerokie i dwadzieścia łokci wysokie. Wyłożył je szczerym złotem. Wyłożył też ołtarz cedrowy. Wnętrze świątyni Salomon wyłożył również szczerym złotem i założył złote łańcuchy przed sanktuarium, które wyłożył złotem” (1 Księga Królewska, 6,19-21).
1 Księga Królewska opisuje również przywiezienie Arki Przymierza do Sancta sanctorum po ukończeniu świątyni: „Następnie kapłani wprowadzili Arkę Przymierza Pańskiego na jej miejsce do sanktuarium świątyni, do Miejsca Najświętszego, pod skrzydła cherubów, gdyż cheruby miały tak rozpostarte skrzydła nad miejscem Arki, że okrywały Arkę i jej drążki z wierzchu. Drążki te były tak długie, że ich końce, [poprzednio] widoczne były z Miejsca Świętego przed sanktuarium: z zewnątrz jednak [teraz] nie były widoczne. Pozostają one tam do dnia dzisiejszego. W Arce nie było nic, oprócz dwóch kamiennych tablic, które Mojżesz tam złożył pod Horebem, <tablic Przymierza>, gdy Pan zawarł przymierze z Izraelitami w czasie ich wyjścia z ziemi egipskiej.” (1 Księga Królewska, 8,6-9).

## Zniszczenie
Pierwsza Świątynia została zniszczona podczas tłumienia niepodległościowego buntu częściowo suwerennego Królestwa Judy przez babilońskie wojska pod dowództwem króla Nabuchodonozora II w 587 roku p.n.e. Babilończykom po długim, trwającym miesiąc oblężeniu Jerozolimy udało się uczynić wyłom w murach obronnych miasta, a następnie zdobyć je 9 dnia miesiąca aw i spalić większość znajdującej się w nim zabudowy wraz ze świątynią. Po tym wydarzeniu tablice z dziesięcioma przykazaniami, przechowywane dotychczas w Pierwszej Świątyni, zaginęły. W związku z tym Sancta sanctorum Drugiej Świątyni, wybudowanej na miejscu poprzedniej w 515 roku p.n.e., było pustym pomieszczeniem.
Druga Świątynia podzieliła los Pierwszej i została zniszczona przez Rzymian w 70 roku n.e., a następnie na jej miejscu sprawujący władzę nad Jerozolimą muzułmanie wybudowali dwa meczety: Kopułę na Skale i Al-Aksa. Zniszczenie Pierwszej Świątyni było tragicznym wydarzeniem w dziejach żydowskich, które do dziś przypominane jest podczas święta Tisza be-Aw. Obecnie ortodoksyjni żydzi modlą się trzy razy dziennie w intencji odbudowy świątyni.

## Archeologia
Najstarszym dokumentem historycznym potwierdzającym istnienie Świątyni Salomona jest pochodzący sprzed zburzenia Jerozolimy i niewoli babilońskiej ostrakon Domu Jahwe odnaleziony na stanowisku archeologicznym Tel Arad.
W latach 2007–2015 grupa izraelskich archeologów prowadziła na obszarze Wzgórza Świątynnego badania, podczas których odkryła artefakty pochodzące z czasów istnienia Pierwszej Świątyni i datowane na okres VIII–VI wiek p.n.e. Rezultaty badań prowadzonych w surowej współpracy z zarządzającymi Wzgórzem Świątynnym muzułmańskimi władzami (wakf) zostały zaprezentowane w październiku 2016 roku na konferencji na Uniwersytecie Hebrajskim. Wśród znalezisk były obecne fragmenty ceramiki, kości zwierzęce, a także zwęglone wgłębienia oliwne. Badania z lat 2007–2015 były pierwszą tego typu inicjatywą na Wzgórzu Świątynnym od lat 30. XX wieku. Wcześniej archeolodzy prowadzili prace w pobliskiej dolinie Cedron, do której zrzucono pochodzącą ze Wzgórza ziemię podczas wykonywania wykopu pod realizowaną w latach 90. XX wieku budowę Meczetu Marwani. Prace te przyniosły odkrycie ograniczonej liczby artefaktów z czasów Pierwszej Świątyni.